# Alexandre François Ghislain van der Fosse
Le vicomte Alexandre François Ghislain van der Fosse, né à Malines le 20 mai 1769 et mort à Malines le 20 février 1840, est un magistrat et homme politique du royaume uni des Pays-Bas de tendance orangiste.

## Biographie
Il est le frère d'Hyacinthe van der Fosse, bourgmestre de Bruxelles à l'époque du royaume uni des Pays-Bas.
Il obtint la reconnaissance de sa noblesse et du titre de vicomte, transmissible par ordre de primogéniture masculine, par le roi Guillaume Ier en 1816.

## Mandats et fonctions sous le royaume uni des Pays-Bas
- Avocat général à la Cour supérieure de Justice à Bruxelles : 1815
- Nomination au Corps équestre de la province de Flandre Occidentale : 1816[1]
- Procureur général à la Cour supérieure de Justice à Bruxelles : 1817-1826
- Gouverneur du Brabant-Septentrional : 1826-1830
- Gouverneur de la province d'Anvers : du 17 février 1830 à la révolution belge.

## Sources
- Le parlement néerlandais